# Alphabet arabe berbère
Pour les articles homonymes, voir Alphabet berbère.
 (avril 2022).
- Si vous ne connaissez pas le sujet, laissez ce bandeau (vous pouvez alors contacter les auteurs).
- Si vous supprimez le contenu mis en cause (vous pouvez préalablement contacter les auteurs),

argumentez précisément cette suppression dans la page de discussion
(un manque de référence n'est pas un argument ; une recherche réelle de référence doit avoir été effectuée, être formellement documentée).
L'alphabet arabe amazigh (en Tamazight: اگٌمای امزيغ اعراب et Agemmay Amaziɣ aɛrab ou اݣٌمّای امزيغ اسرغين et Agemmay Amaziɣ aserɣin) est un système d'écriture semi-alphabétique et abjadique utilisée pour écrire le tamazight à partir du VIIIe siècle. Son influence et son utilisation va chuter à cause de la colonisation. 
Ainsi, l'Algérie utilise l'alphabet tifinagh, l'alphabet latin amazigh  et l'alphabet arabe amazigh.
Le Maroc utilise l'alphabet tifinagh.
Dans d'autres régions d'Afrique du Nord, les berbérophones utilisent plusieurs variantes et avec plusieurs alphabets. 
Aujourd'hui, aucune grammaire et orthographe n'a été faite pour un tel alphabet.

## Histoire

### DuVIIIeauXIXesiècle
L'alphabet arabe entre au Maghreb avec la conquête musulmane du Maghreb, grâce à l'implantation des écoles coraniques. De nombreux écrits de théologie, de jurisprudence et de science seront publiés et traduits en berbère avec des orthographes différents selon les auteurs.
Les régions qui utilisent le plus l'écriture, c'est-à-dire la Kabylie (يگواون), le Souss (سوس) et le Mzab (الواد نمزاب ou الواد نمڞاب), ont été les régions qui ont le plus utilisé cet alphabet, la première (Kabylie) grâce aux réseaux de Zaouïas soufis, la seconde à cause de l'héritage almoravide, et la dernière, à cause des Rostémides.
Une orthographe cohérente a été utilisée dans les quelques textes berbères existant du XIe au XIVe siècle de notre ère. [19] Ceux-ci ont été écrits dans une langue berbère plus ancienne susceptible d'être la plus étroitement liée au Tashelhiyt. La consonne « g » était écrite avec jīm ( ج) ou kāf ( ک), ẓ avec ṣād (ص) ou parfois zāy (ز) et ḍ avec ṭāʼ (ط), puis, ces lettres ont évolué, le son /g/ a été transcrit selon les régions en un ک au Maroc, un غ sur les hauts plateaux et un ق au Maghreb central et oriental, puis ces lettres ont évolué en ݣ, ڠ et ڨ pour transcrire ce son, de même le son /zˁ/ fut transcrit en ض qui a évolué en ڞ. Les voyelles a, i, u étaient écrites comme des voyelles orthographiquement longues ‹ā›, ‹ī›, ‹ū›. Mot final wāw était généralement accompagné d'alif al-wiqāyah. Les voyelles signes fatḥah ou kasrah représentent un shwa phonémique /ə/ qui a été perdu dans la langue post-médiévale, par exemple tuwərmin ‹tūwarmīn› (تووَرمين) « articulations, articulation ». La labialisation peut être représentée par ḍammah, par exemple tagʷərsa ‹tāgursā› (تاكُرسا) « soc ». Les prépositions, les compléments possessifs et autres sont généralement écrits sous forme de mots séparés. Les textes médiévaux présentent de nombreux archaïsmes dans la phonologie, la morphologie et le lexique.

### Depuis leXIXesiècle

#### Algérie

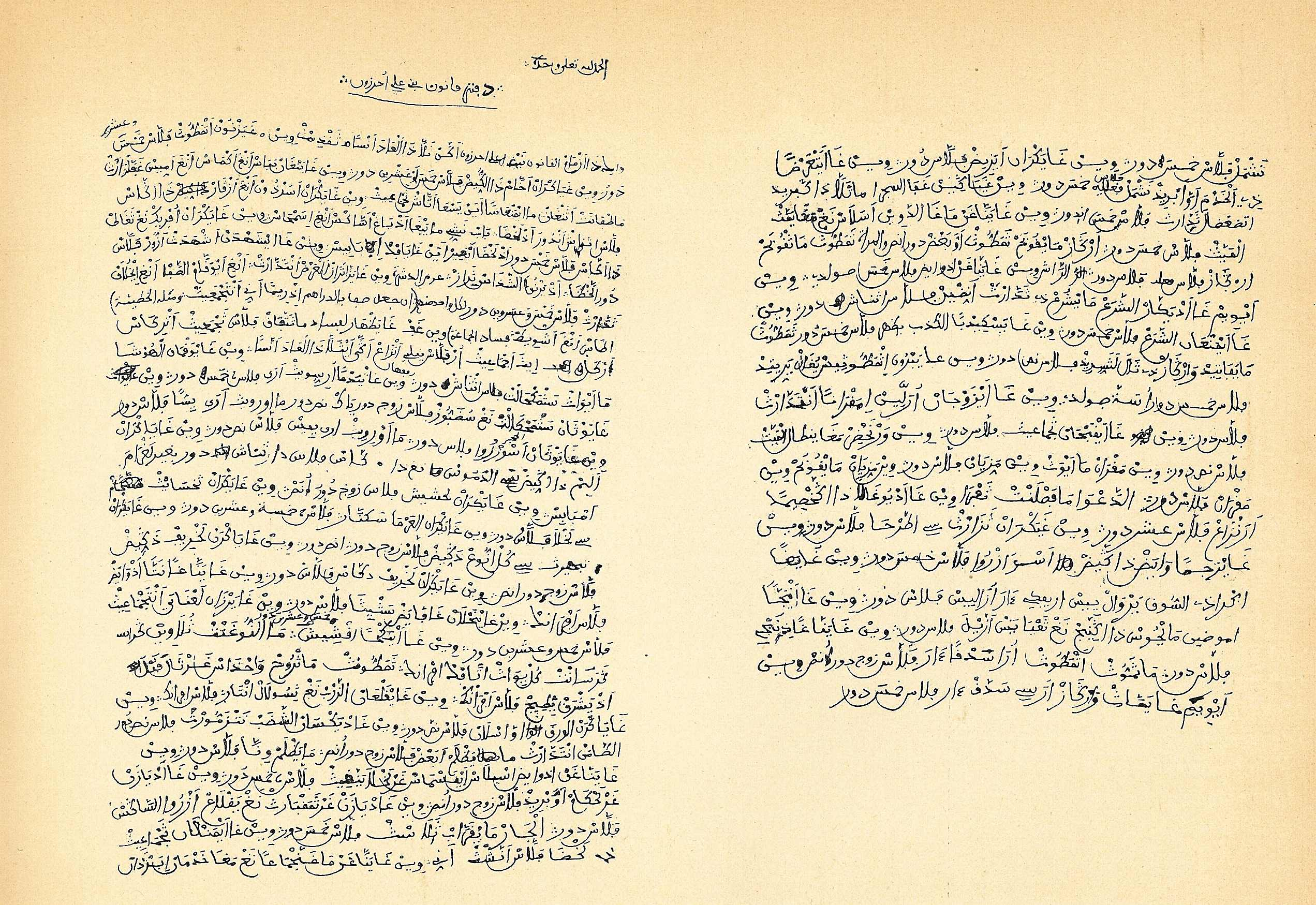
Manuscrit du qanun (droit coutumier) des Aït Ali ou Herzun (Kabylie, Algérie)

À cause de la colonisation française, de nombreux écrits ont été brûlés, des Zaouïas fermées, et une francisation de territoire avec l'obligation scolaire de 1882-1883. Le général Adolphe Hanoteau propose un orthographe en Alphabet latin, mais incomplète, le linguiste René Basset publie dans Manuel de la langue kabyle  un alphabet arabe détaillé mais qui ne contient pas les sons [e], [rˤ] et [zˤ], plus ou moins important dans la langue, que certains écrivent ‹ ء ›, ‹ ڒ › et ‹ ظ ›.
Depuis le début de la renaissance littéraire du berbère, notamment avec Mouloud Mammeri et Belaid At-Ali, les écrivains s'accordent à dire que l'alphabet latin est plus conforme à la langue, pour suivre « l'évolution technologique et pour y faire entrer le berbère. » À partir de l’indépendance en 1962, une politique d'arabisation est mise en place, et tous les alphabets sont interdits pour écrire le tamazight. La jeunesse berbèrophile commence à refuser fermement l'alphabet arabe, que l'extrême-droite identitaire berbère (ou les plus puristes) qualifiera de politique « arabo-islamique pour effacer le berbère ». Certaines politiques d'États nord-africains ont imposé l'écriture arabe par rapport à d'autres écritures suggérées par les groupes berbères ; cela a été perçu comme le colonialisme arabe remplaçant l'ancien colonialisme français. Les militants amazighs, cependant, évitent l'écriture arabe qui est généralement impopulaire parmi les Berbères qui croient qu'elle est symptomatique des vues panarabistes des gouvernements nord-africains. En 1995, le Haut commissariat à l'amazighité (HCA) adopte officiellement l'alphabet latin.
Aujourd'hui, l'écriture du berbère avec l'abjad arabe est sujet polémique et tabou notamment parce que les islamistes veulent plus ou moins de l'abjad arabe pour écrire le tamazight, suivant les exemples wolofs, ouïghours, persans}, etc., et c'est aussi une raison pour expliquer pourquoi le HCA a adopté l'alphabet latin.
En tout cas, l'alphabet arabe est utilisée dans les manuels scolaires en primaire et collège pour les débutants qui ont du mal à lire en ABL.

#### Maroc

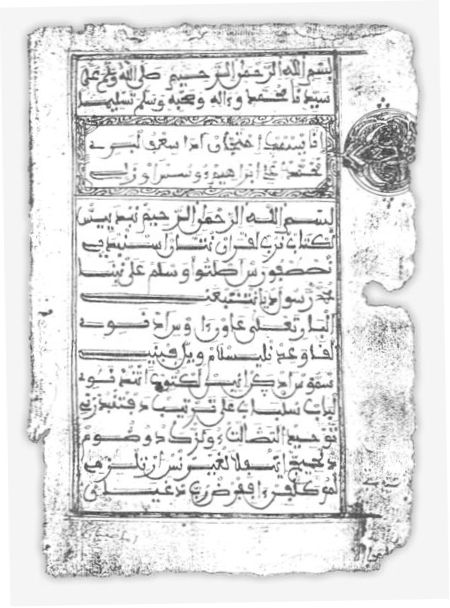
Première page du manuscrit chleuh de Al-Ḥawḍ de Mohammed Awzal (Souss - Maroc)

Au Maroc, la colonisation a été beaucoup plus tardive, mais les tribus zénètes du Rif et du Moyen-Atlas n'avait pas de tradition écrite ; c'était un peuple de nomades et de mode de vie pastorale. Mais la Région du Souss et de l'anti-Atlas était habité par la tribu des Masmoudas (مصموده), qui parle le chleuh, et ces régions sont parmi les rares régions berbère où une tradition écrite est (presque) solide, ainsi, le souffle des revendications identitaires berbère n'ont pas vraiment balayer la région, et n'a éprouvé aucune manifestation d’intérêts lorsque le Gouvernement marocain a annoncé que le tamazight s'écrirait avec le Tifinagh.

## Orthographe et codification
Au cours de l'histoire, l'alphabet arabo-berbère n'a jamais été codifié, et les scribes ont utilisé l'orthographe arabe ou pour certains documents très anciens, l'alphabet perso-arabe. De modestes tentatives ont été faites au cours du temps pour l'écriture du berbère en arabe, mais en vain, Cela est majoritairement dû à l'analphabétisme et un désintérêt de l'écriture par les tribus berbères, notamment les zénètes (يزناتن), mais, à cause de l'incapacité d'une grande partie de la population de comprendre et lire l'arabe, bien qu'une grande partie d'entre eux sont allés aux écoles coraniques, et ont appris les signes arabes, les religieux et les intellectuels ont commencé à écrire des livres en berbère (alors que l’énorme majorité des livres sont en arabe), avec de rares exemples de lettres supplémentaires et une réelle codification. Il faudra attendre la fin du XIXe siècle pour qu'un alphabet arabo-berbère soit codifié.

### Alphabet de René Basset
| Lettre | Prononciation         | Notes |
| ------ | --------------------- | --- |
| ا      | [æː], [æ], [u] et [ə] | |
| ب      | [b] et [v]            | Il s'agit de la lettre B, mais dans la majorité des cas, il s'agit du [v] |
| ت      | [t] ou [ts]           | Deux ت se prononce [ts], parfois le ت est seul et peut se prononcer [ts]. S'il est suivi par un ض, il se contracte en ط |
| ث      | [tʰ], [θ], [ts], [t]  | Le son du θ manque dans plusieurs dialectes : en mozabite et en touareg. Lorsque le ث tha est précédé d'un ن noun, il se prononce ت ta. Les tribus de O. Soummam lui donnent le même son après un ش chin, un س sin, ou un ت ta. Précédé d'un ذ dhal, il s'assimile cette lettre et se renforce en ق q et en tsa dans l'Ouest de la Kabylie. De même, il s'assimile le ض dhad qui le précède et se renforce en ت ta. — Deux ث tha qui se suivent sans voyelle intermédiaire se contractent en ت tta. Un double tha suivi d'un sin devient souvent tsa. |
| ج      | [d͡ʒ]                  | |
| چ      | [tʃ]                  | |
| ح      | [ħ]                   | |
| خ      | [x]                   | |
| د      | [d]                   | |
| ذ      | [ð]                   | Il s'assimile au ن quand celui-ci le suit |
| ر      | [r]                   | |
| ز      | [z]                   | |
| ژ      | [ʒ]                   | |
| س      | [s]                   | |
| ش      | [ʃ]                   | |
| ص      | [s̙ˤ]                  | |
| ض      | [d̪ˤ]                  | |
| ط      | [t̙ˤ]                  | |
| ظ ou ڞ | [ð̙ˤ] ou [zˤ]          | Rarement employé chez les kabyles qui le confondent avec le ض, les chleuhs le remplacent en un ڞ. Il est aussi utiliser pour différencier les sons [zˤ] et [z] quand ceux-ci ont la même orthographe, sinon, il s'écrit en ز. |
| ع      | [ʕ]                   | w |
| غ      | [ʁ] ou [ɣ]            | |
| ف      | [f]                   | |
| ق      | [q]                   | |
| ک      | [k] et [ç]            | En kabyle, le kef se prononce (généralement) comme le χ grec |
| ݣ ou گ | [g]                   | est toujours dur |
| ل      | [l]                   | il permute très rarement en kabyle en د. |
| م      | [m]                   | |
| ن      | [n]                   | |
| ه      | [h] ou [ə]            | |
| و      | [w], [v], [u], [o]    | Dans plusieurs dialectes kabyles, deux و (وو) se prononce [p], et [bʷ] et [g] chez les Ouled Abdeldjebar (Aït Waghlis, Ait Ymel, Ouled Tazmalt, Barbacha,...). |
| ی      | [i], [i:], [ə]        | Deux يـ se prononce [g] |
| ء      | [ə] et [əː]           | Cette lettre n’est pas notée par Basset. |

Notes et lettres supplémentaires: 
| Note     | Prononciation                                                               |
| -------- | --------------------------------------------------------------------------- |
| ـَ        | [ə], [æ]                                                                    |
| ـُ        | [o], [u]                                                                    |
| ـِ        | [i]                                                                         |
| ـْ        | [ə] ou pour Sukūn                                                           |
| تض       | [t̙ˤ]                                                                        |
| نث       | [t]                                                                         |
| ثث       | [ts]                                                                        |
| ثثـ      | [t]                                                                         |
| ثثسـ     | [ts]                                                                        |
| لا       | [læ:]                                                                       |
| ـه ou ـۀ | pour noter un [æ] et un [ə] en fin de mot                                   |
| ة        | Utilisé pour les emprunts à l'arabe, il a la même fonction que le précédent |
| ىٰ        | pour noter un [æ] et un [ə] en fin de mot, utilisé pour les emprunts arabes |

## Comparaison
Voici un texte kabyle écrit avec l'alphabet de René Basset, l'alphabet arabe utilisé dans les manuels scolaires algériens (A.A. dz), l'alphabet latin officiel en Algérie, et l'alphabet du général Hanoteau:
| Alphabet de R. Basset | A.A. dz | Alphabet officiel en Algérie | Alphabet d'Hanoteau | Français |
| --- | --- | --- | --- | --- |
| الحمد لله نك اوصلغ غر وذرار ايبرذان ذيرثن ثاسرذونت اينو اور ثزمر اسيف يحمل انسيغ غثلمثت ابطيغ اذسين ايرݣازن ذى فقيرن ذي مسافرن اغفيطرن انسن ذݣيظ ثوّث الهوَا ياسِر ذݣاث الصْباح ثفجيج. | لحمد الله نك وصلآغ غآر ؤذرار، ئبريذآن ذ ئيريثن، ثاسرذونت-ينو ؤر ثزمير ارا، أسيف ئحمل، انسيغ غآر ثلآمآث، أبآطيغ ذ-سين ئرڨازن ذ ئفقيرن ذ ئمسافرن ئغفيطرن-نسن، ذآڨ ئيظ توآث لآهوا ياسر، ذآڨ أث صباح ثفچيچ. | Lḥamdullah Nekk wṣleɣ ɣer udrar ; ibridan d iriten ; taserdunt-inu ur tezmir: asif yeḥmel; nsiɣ ɣer telammet, beṭṭiɣ (aɣrum), id sin irgazen d ifqiren d imsafren ɣef iḍaren-nsen. Deg iḍ, tewt-d lehwa yaser, deg at ṣbeḥ tefiğiğ. | El h’amdou lillah Nek auçeler' r’er oud’rar ; ibrd’en d’rithen; thaserd’ount inou our thezmir; asif iah’mel; ensir’ r’ Thelammeth; bei’t’ir' {ar’eroum) id’ sin irgazen d’ ifk’iren d’ imsaferen r’ef idharen ensen. D’eg idh thououeth elhaoua iaser; d’eggath eççebah’ thefidjidj. | Dieu Soit loué; Je suis arrivé au mont, les routes étaient boueuses, ma jument ne pouvait continuer, le fleuve était agité, alors j'ai dormi à l'écurie, je préparais du pain pour deux mendiants voyageurs. Pendant la nuit, la pluie s'est abattue fortement sur nous, le matin, elle s'était calmée. |

## Galerie

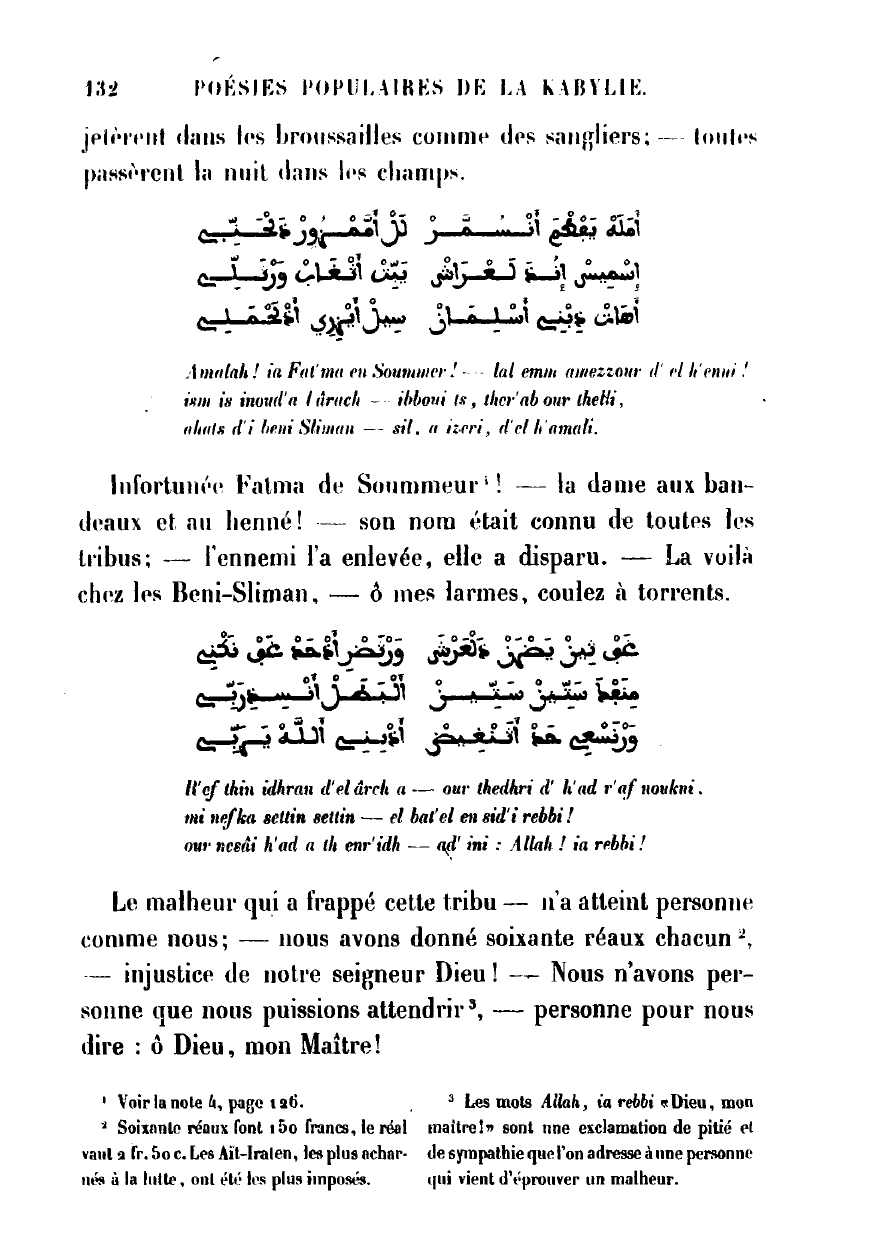
Poème kabyle traduit en français par Hanoteau
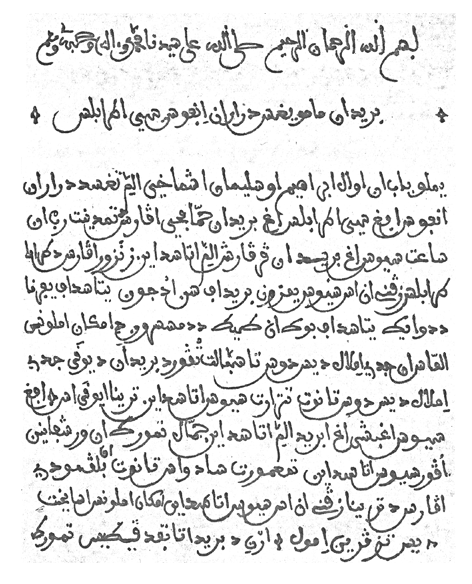
Document en langue berbère au Djebel Nefoussa - Libye
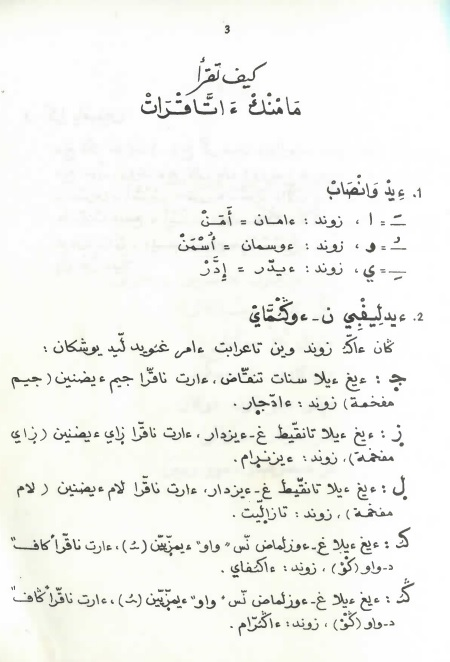
Règles d'écriture du chleuh en alphabet arabe du livre Timitar d'Ali Azaykou.